# Blauwkopbijeneter
De blauwkopbijeneter (Merops muelleri) is een bijeneter die voorkomt in bosgebieden in West- en Oost-Afrika onder de Sahara. Deze vogel is genoemd naar de Duitse ornitholoog baron Johann Wilhelm von Müller (1824-1866).

## Kenmerken
De blauwkopbijeneter (M. muelleri s.l.) is 19 cm lang. De staart heeft geen verlengde middelste staartpennen maar is rechthoekig afgesneden. De mantel is kastanjebruin. Dit bruin gaat op de kop en de kruin over in kobaltblauw. Het voorhoofd van de vogel is lichtblauw. Onder de snavel zit een rode vlek en de rest van de keel, buik en borst zijn diepblauw gekleurd.

## Taxonomie
Merops muelleri s.l. is een taxon dat is opgesplitst in twee soorten onder andere volgens in 2007 gepubliceerd DNA-onderzoek.
- M. muelleri sensu stricto (blauwkopbijeneter)
- M. mentalis (blauwsnorbijeneter)

Beide taxa worden ook door BirdLife International als aparte soorten beschouwd met een eigen status op de Rode Lijst van de IUCN.

## Leefgebied en status
De blauwkopbijeneter komt voor in de Centraal-Afrikaanse Republiek, Congo-Brazzaville, Congo-Kinshasa, Equatoriaal-Guinea, Gabon, Kameroen en Kenia. Het is een schaarse, lastig waar te nemen soort van meestal ongerept regenwoud die plaatselijk soms algemeen voorkomt.

## Status
De blauwkopbijeneter heeft een groot verspreidingsgebied en daardoor is de kans op de status kwetsbaar (voor uitsterven) niet zo groot. De grootte van de populatie is niet gekwantificeerd, maar gaat door ontbossingen in aantal achteruit. Echter, het tempo ligt onder de 30% in tien jaar (minder dan 3,5% per jaar). Om deze redenen staat deze bijeneter als niet bedreigd op de Rode Lijst van de IUCN.